# Oberglogau

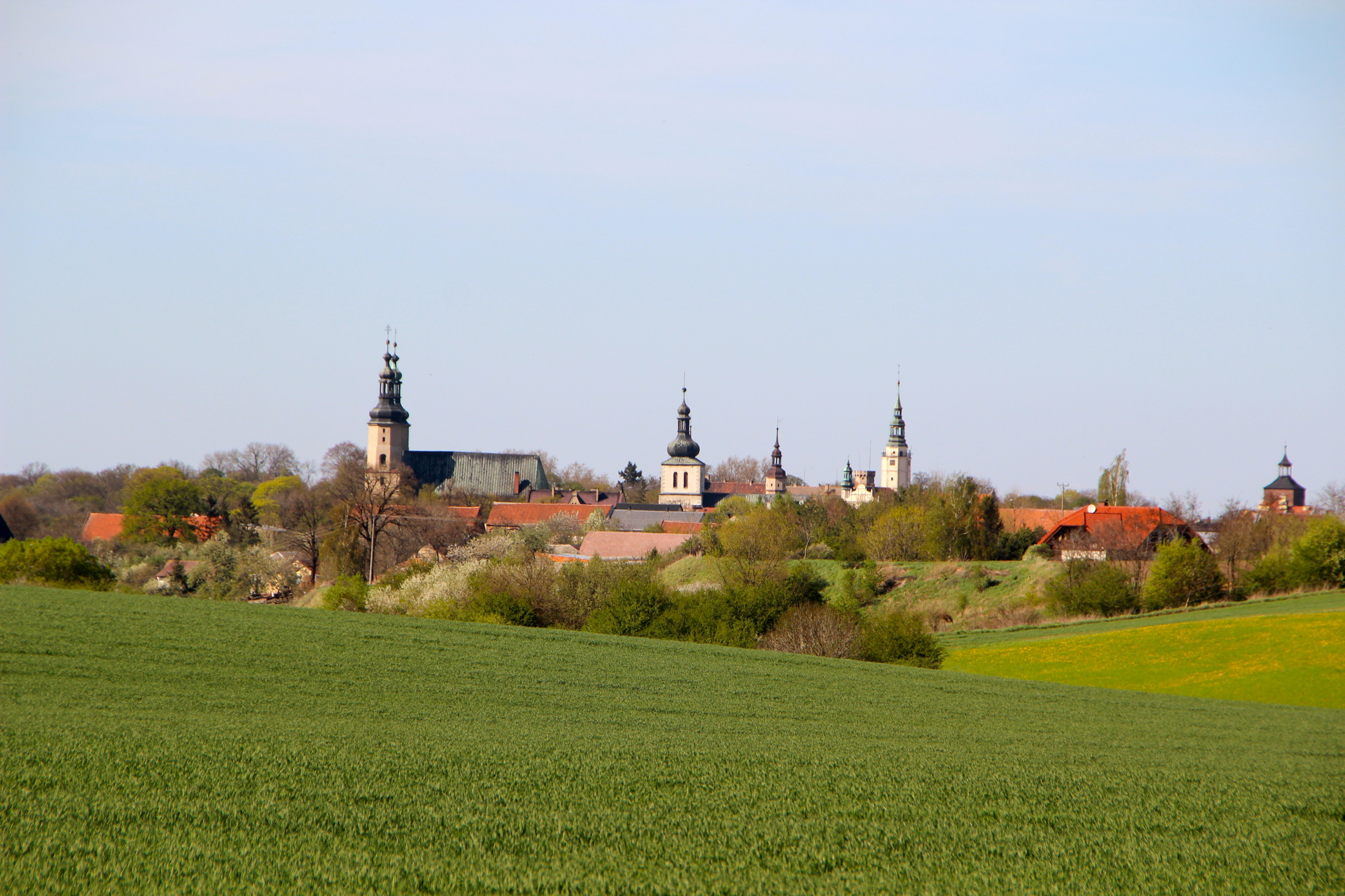
Panorama von Oberglogau

Oberglogau (polnisch Głogówek [gwɔ'guvɛk]; vormals auch: Klein Glogau oder Kraut Glogau, schlesisch: Klee Gloge oder Kraut Glôge, tschechisch Malý Hlohov; auch Horní Hlohov) ist eine Stadt im Powiat Prudnicki der Woiwodschaft Opole in Polen. Sie ist zugleich Sitz der Stadt- und Landgemeinde Oberglogau mit etwa 13.400 Einwohnern. Seit 2009 ist Oberglogau offiziell zweisprachig (polnisch und deutsch). Stadtteile von Oberglogau sind:
- Glöglichen (Głogowiec)
- Hinterdorf (Oracze)
- Weingasse (Winiary)
- Tiergarten (Zwierzyniec)

Zu Oberglogau gehören die Wohnsiedlungen Jan Paweł II (Johannes Paul II) und Maria Konopnicka.

## Geographie
Die Stadt liegt in der Nizina Śląska (Schlesische Tiefebene) an der Hotzenplotz, etwa 23 Kilometer östlich von Prudnik und 35 Kilometer südlich von Opole (Oppeln). Die Grenze zu Tschechien verläuft etwa 10 Kilometer südwestlich von Oberglogau.
Nachbarorte von Oberglogau sind im Norden Repsch (Rzepcze), im Südosten Alt Kuttendorf (Stare Kotkowice), im Süden Tomice (Thomnitz), im Südwesten Dirschelwitz (Dzierżysławice) und im Westen Mochau (Mochów).

## Geschichte

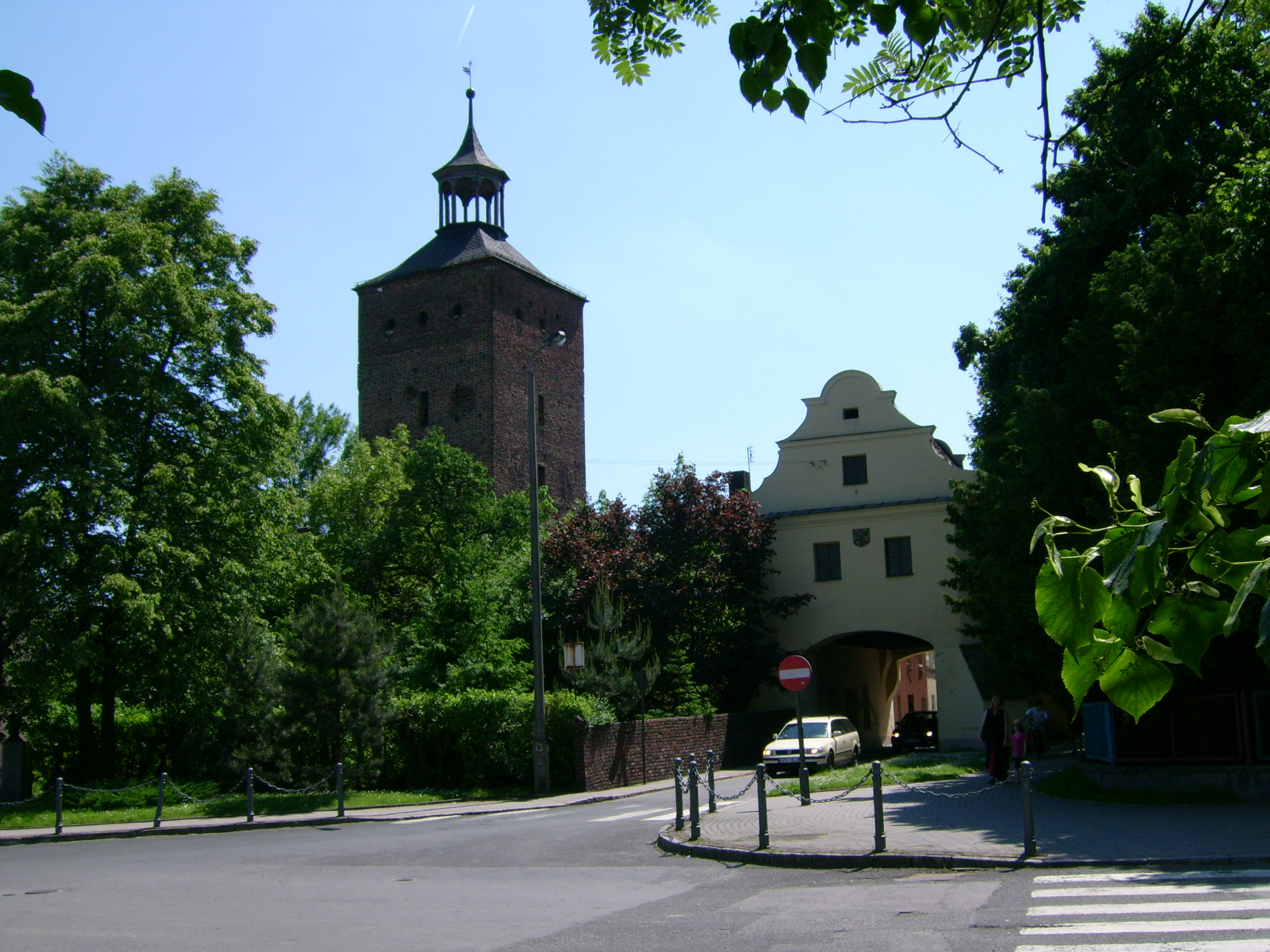
Das alte Schlosstor mit dem 1595 erbauten Gefängnisturm

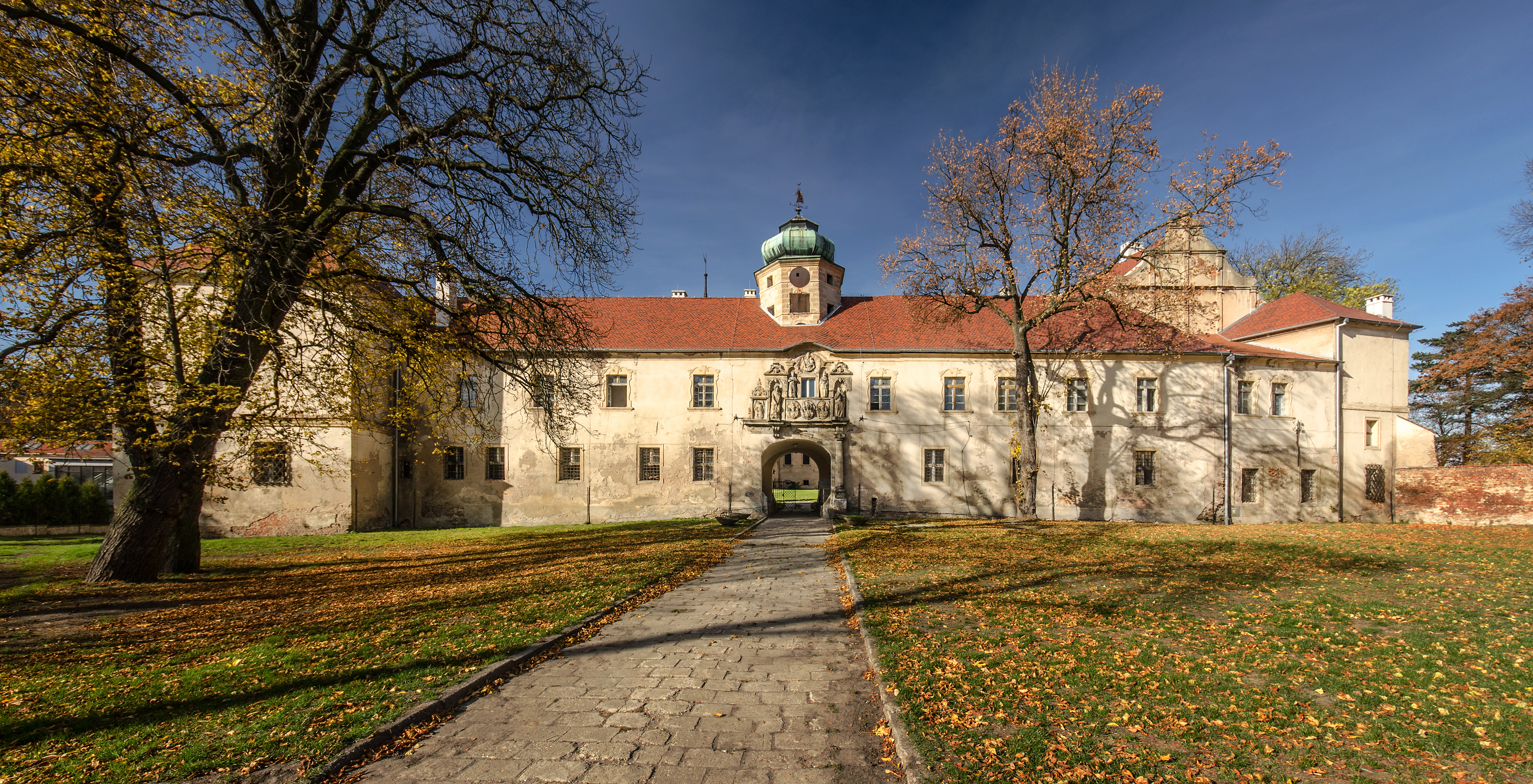
Schloss der Grafen von Oppersdorff

Dass die erste Erwähnung einer Siedlung auf dem Gebiet des heutigen Głogówek aus dem Jahr 1076 stammt, ist eine neuzeitliche Legende. Die hier viel zitierten „russischen Quellen“ beziehen sich mit Sicherheit auf Glogau, die spätere Hauptstadt des 1251 entstandenen Herzogtums Glogau. Diese wurde bereits im Jahre 1010 als „urbs Glogua“ urkundlich erwähnt und war nachweislich eine Kastellanei. Eine Erwähnung Glogaus in russischen Quellen ist trotzdem für das Jahr 1076 nachvollziehbar. Damals befand sich Herzog Boleslaus von Polen im Konflikt mit Wratislaus von Böhmen, den er mit russischen Hilfstruppen in dessen Marken Lausitz und Meißen angriff. Auf diesem Feldzug kann die Kastellanei Groß-Glogau ein Stützpunkt gewesen sein, Oberglogau in Oberschlesien hingegen kaum.
In den schlesischen Quellen findet sich ein erster urkundlicher Hinweis auf Oberglogau in den Jahren 1212/14, als unter den Zehntdörfern des Klosters Leubus im Distrikt von Jaroslaw der Ort „Glogov“ genannt wird. Dass die Urkunde von Dörfern spricht, die künftig von „terminis Glogov et Ierozlauie, que nunc Cazemiria dicitur, usque ad fluvios Stradunam et Ozoblog, ubi in Odoram hii duo amnes fluunt“ (deutsch: „von den Grenzen Oberglogaus und Jaroslaws, das nun Casimir genannt wird, bis an die Flüsse Straduna und Hotzenplotz (Osobłoga), wo diese in die Oder münden“) aus gegründet würden, bestätigt die schon damals hohe Bedeutung des Ortes (Ober-)Glogau sowie einen Zusammenhang mit dem Gebiet zwischen Hotzenplotz und Straduna. Damals werden hier allerdings nur eine Burg und ein Markt (Suburbium) vorhanden gewesen sein.
Die deutsche Stadt entstand vermutlich im Jahr 1225. Das Stadtrecht soll Oberglogau/Głogówek, das zum Herzogtum Oppeln gehörte, im Jahre 1275 erhalten haben. Die entsprechende Urkunde ist nach Angaben des Schlesischen Urkundenbuches jedoch eine Fälschung. Die in der Urkunde genannten 12 Ratsleute sind viel zu viele für diese Zeit, selbst Breslau hatte damals nur fünf Ratsleute. Dennoch wird die Gründung etwa zu dieser Zeit erfolgt sein. Die Urkunden der Stadt zeigen aber deutlich, dass es sich im Mittelalter um eine deutschrechtliche Gründung mit deutschen Siedlern handelte.
Im Jahr 1327 kam die Stadt zusammen mit dem Herzogtum Oppeln als ein Lehen an die Krone Böhmen. 1373 wurde das Stadtrecht erneuert, diesmal nach Magdeburger Recht. 1379 errichtete Herzog Heinrich von Falkenberg der Pfarrkirche St. Bartholomäus ein Kollegiatstift. Nur wenig später baute Herzog Wladislaus II. von Oppeln in der Nähe der Stadt ein Paulinerkloster als Tochterkloster von Tschenstochau.
1425 übertrug Herzog Bolko IV. Oberglogau seinem gleichnamigen Sohn Bolko V., der sich „Herr auf Klein Glogau und Prudnik“ nannte. Als am 13. März 1428 ein Hussitenheer Oberglogau stürmte, gelang es Bolko, dieses vor weiteren Überfällen zu schützen. Anschließend ging er als einziger schlesischer Fürst zu den Hussiten über. Nach seinem Tod 1460 wurde diese Herrschaft wieder mit dem Herzogtum Oppeln verbunden.

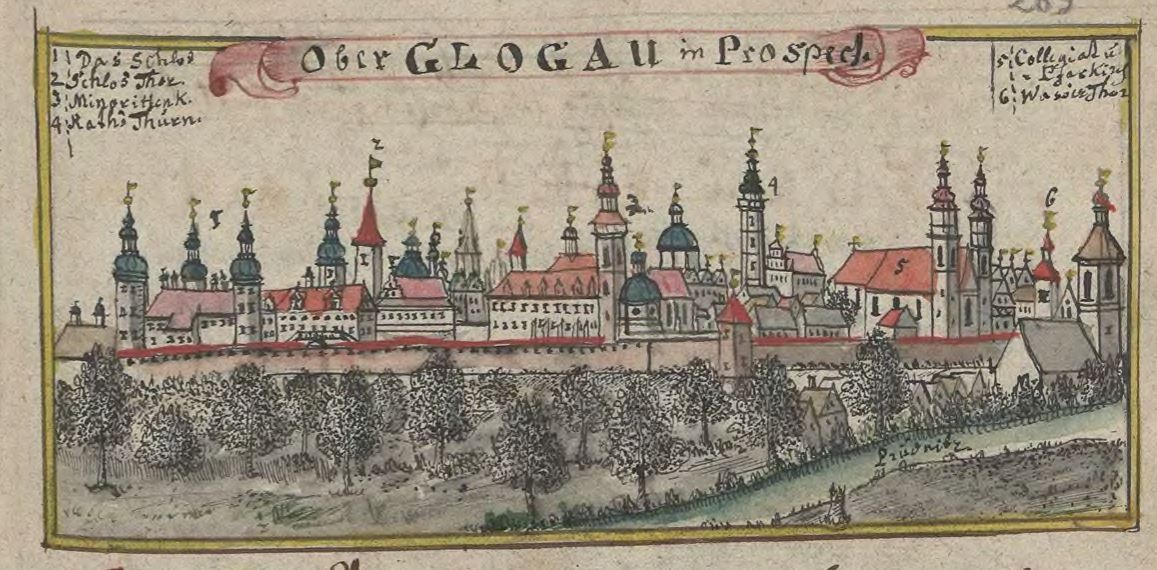
Oberglogau – Ansicht aus der Mitte des 18. Jahrhunderts

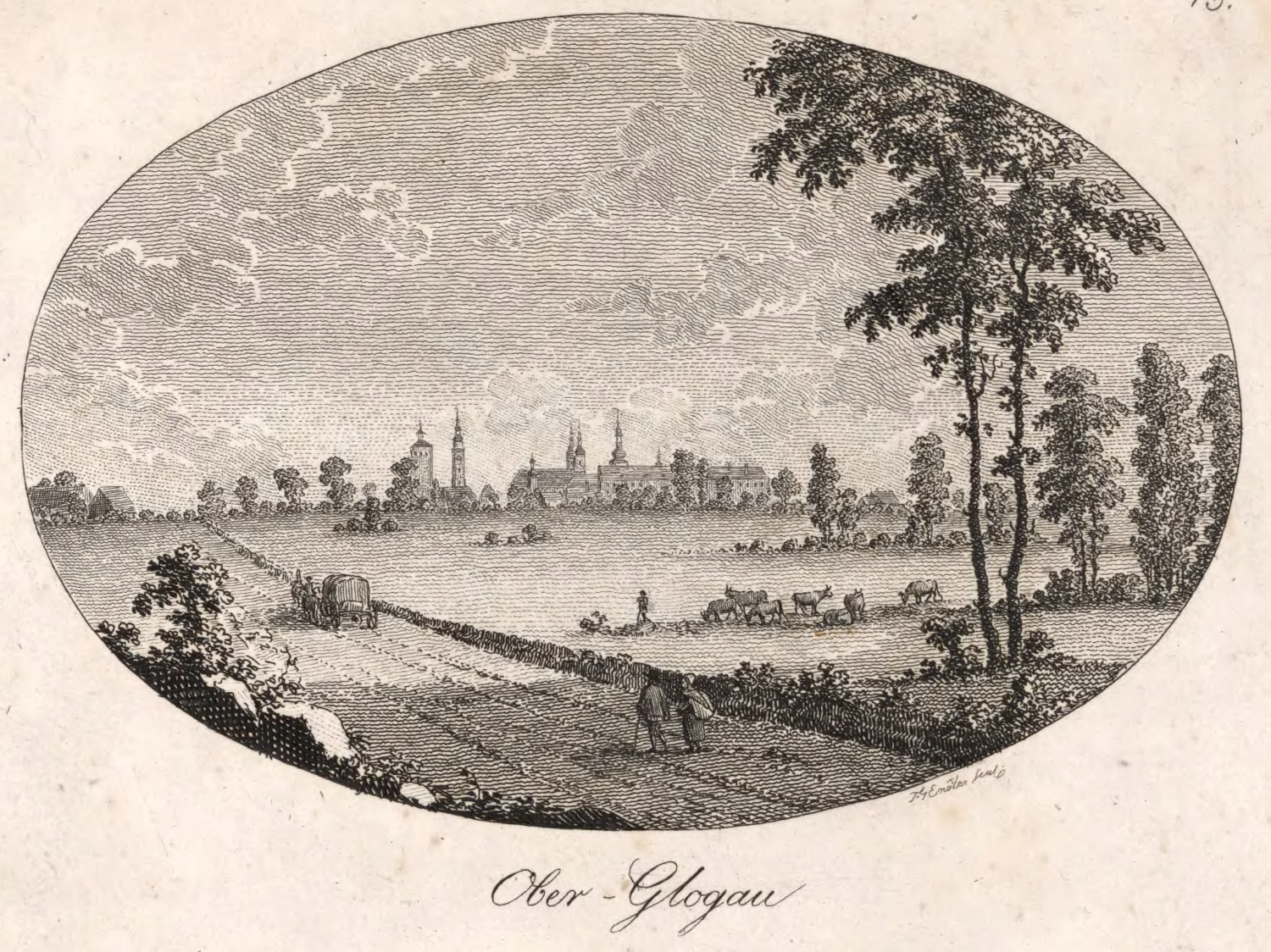
Lithographie von Oberglogau aus dem Anfang des 19. Jahrhunderts

Im Jahre 1562 erhielt Hans von Oppersdorff vom böhmischen Landesherrn, Kaiser Ferdinand I., Oberglogau als Pfand. Bis zum Jahre 1935 (1945?) befand sich das Majorat Oberglogau im Besitz der Freiherren, ab 1700 Grafen von Oppersdorff. Die katholische Adelsfamilie vollzog im Dreißigjährigen Krieg auch die Gegenreformation in Oberglogau. 1582 vernichtete ein Großbrand weite Teile der Stadt. Während der Herrschaft Georgs III. von Oppersdorff (1617–1651) wurde in der Stadt ein gegenreformatorisch inspiriertes „Sanktuarium“, bestehend aus der Franziskanerkirche mit Loretto-Kapelle, einer Nachbildung des hl. Grabes in Jerusalem etc., errichtet. Weitere schwere Zerstörungen brachten die Schweden im Dreißigjährigen Krieg 1643. Vom 17. Oktober 1655 bis zum 18. Dezember 1655 suchte der polnische König Jan Kasimir mit seiner Frau Maria Ludwiga Zuflucht im Schloss Oberglogau.
Im 18. Jahrhundert gehörte Oberglogau zur Steuerrätlichen Inspektion in Neustadt O.S.
Mit dem Ersten Schlesischen Krieg fiel Oberglogau 1742 an Preußen. 1765 wütete in dem Ort ein großes Feuer.

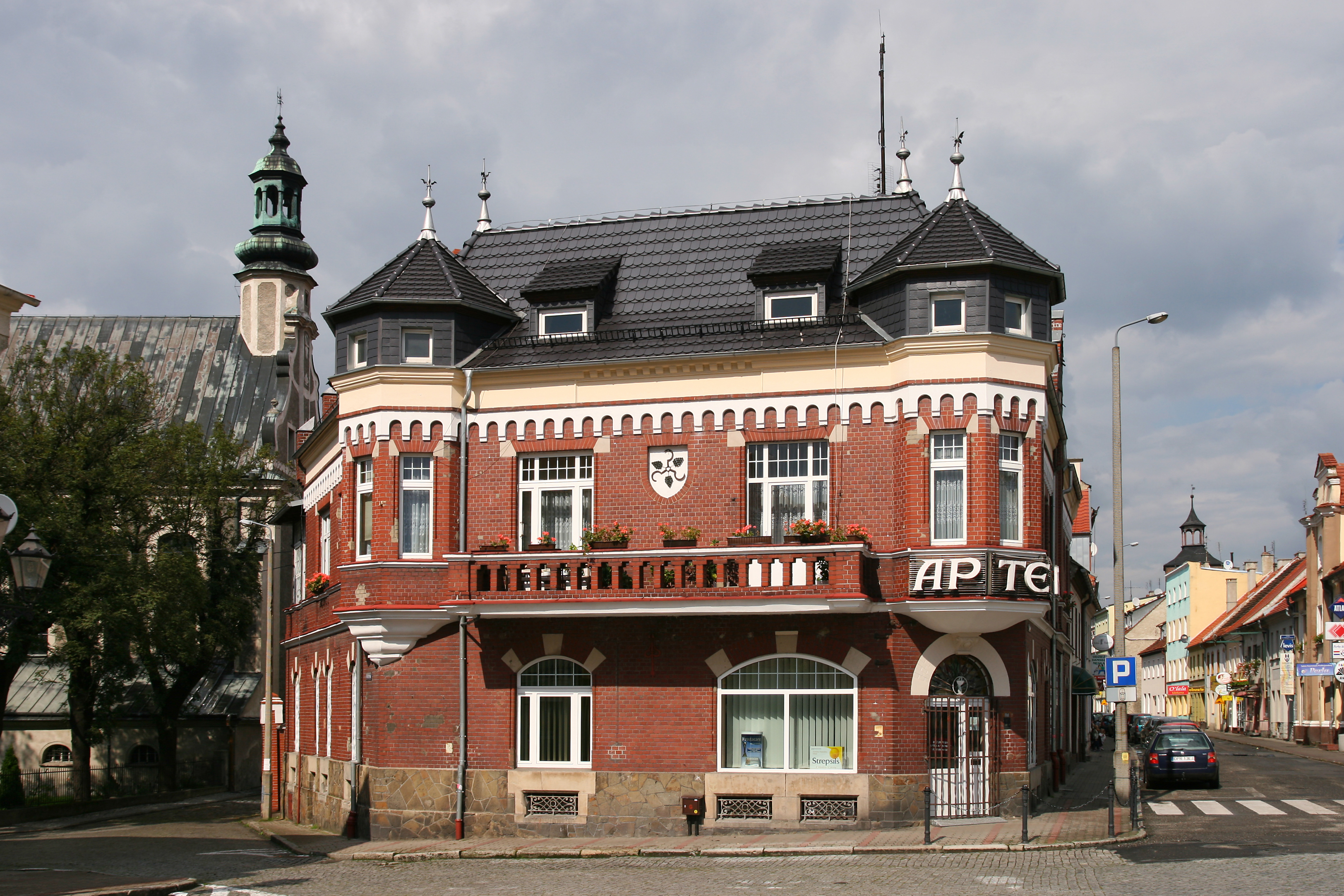
Gründerzeitliche Wohnhäuser aus dem Ende des 19. Jahrhunderts

Eine weitere wichtige Person kam 1806 nach Oberglogau: Ludwig van Beethoven weilte im Oberglogauer Schloss und widmete seine Vierte Sinfonie dem Grafen Franz von Oppersdorff.
1858 lebten 3937 Menschen in der Stadt, die 1876 an das preußische Eisenbahnnetz angeschlossen wurde. Seit 1889 erschien die Oberglogauer Zeitung.
1895 gab es 5706 Einwohner, davon 299 Militärpersonen, die teilweise Polnisch (sog. wasserpolnischer Dialekt 568 Personen), Deutsch (2670 Personen) oder beide Sprachen (2468 Personen) beherrschten.
Am Anfang des 20. Jahrhunderts hatte Oberglogau eine evangelische und vier katholische Kirchen, eine Synagoge, ein katholisches Schullehrerseminar, eine Präparandenanstalt, eine Zuckerfabrik, eine Ziegelei und war Sitz eines Amtsgerichts.
Nach dem Ersten Weltkrieg sollte am 20. März 1921  eine Volksabstimmung über die weitere staatliche Zugehörigkeit Oberschlesiens entscheiden. Nur der Ostteil des Kreises Neustadt O.S. mit Oberglogau gehörte zum oberschlesischen Abstimmungsgebiet. Der Besitzer des Fideikommisses Oberglogau, Hans Georg Graf von Oppersdorff, sprach sich für eine Abtretung an Polen aus, da Oberschlesien „im katholischen Polen besser geborgen [sei] als im protestantischen, glaubenslosen Norddeutschland.“ Gleichwohl wurden in Oberglogau 4995 Stimmen (95,9 %) für den Verbleib bei Deutschland abgegeben, und 215 Stimmen waren für den Anschluss an Polen. In Schloss Oberglogau waren es 100 zu 11 Stimmen. Mit dem ganzen Kreisgebiet verblieb Oberglogau in der Weimarer Republik.
1936 lebten in Oberglogau 7742 Menschen. Während des Zweiten Weltkriegs wurde in der Zuckerfabrik in Głogówek ein Außenlager des Internierungslager Lamsdorf für Häftlinge aus dem britischen Empire eingerichtet. Im Januar 1945 wurden im heutigen Schulkomplex, im Kinderheim, in der Batorego-Straße und in der Mittelschule Feldlazarette eingerichtet. Im selben Monat zogen Kolonnen von Häftlingen aus deutschen Konzentrationslagern durch Oberglogau. Während der sogenannten Todesmärsche starben viele Menschen, auch durch Ermordung, so wurden beispielsweise Ende Januar rund ein Dutzend Juden im örtlichen Park erschossen. Sie wurden an einem unbekannten Ort begraben.
Im Februar 1945 wurde die Stadt in eine Festung verwandelt. Der örtliche Volkssturm und Zwangsarbeiter begannen mit dem Ausheben von Schützengräben, dem Bau von Dämmen und Panzersperren, rund 30 deutsche Deserteure wurden hingerichtet. Im sogenannten Kessel von Oberglogau wurden eingekreist: die 344. Infanterie-Division anfangs unter dem Kommando von Generalmajor Georg Koßmala, welcher ab 28. Februar 1945 als vermisst galt, und am Mitte März 1945 unter General Erwin Jollasse, die 18. SS-Panzergrenadier-Division unter dem Kommando von SS-Oberführer Georg Bochmann, die Überreste der 168. Infanteriedivision der 20. estnischen SS-Grenadierdivision von Generalmajor Franz Augsberger. Teile dieser Einheiten brachen durch. Am Abend des 19./20. März befand sich die gesamte Gemeinde Oberglogau in sowjetischer Hand. Bei den Kriegshandlungen wurde die Kleinstadt zu etwa 40 % zerstört.
Nach Kriegsende wurde Oberglogau von der Sowjetunion unter polnische Verwaltung gestellt und in Głogówek umbenannt. Die einheimische deutsche Bevölkerung wurde, soweit sie nicht schon vorher geflohen war, weitgehend vertrieben. Die neu angesiedelten Bewohner waren teilweise Zwangsumgesiedelte aus Ostpolen, das an die Sowjetunion gefallen war.
Bei der 2002 durchgeführten Volkszählung in Polen bezeichneten sich 24,83 % der Gemeindebevölkerung als Deutsche und 1,45 % als Schlesier.
Seit 2009 ist die Gemeinde offiziell zweisprachig, zum 1. Dezember 2009 führte sie bis auf die vier Ortsteile Kazimierz (Kasimir), Racławice Śląskie (Deutsch Rasselwitz), Szonów (Schönau) und Tomice (Thomnitz) zweisprachige Ortsbezeichnungen ein. In diesen Orten stellen polnische Nachkriegsumsiedler und Siedler aus anderen Teilen Polens die Mehrheit, die sich im Jahre 2009 keine zweisprachigen Ortsschilder wünschten.

### Etymologie des Stadtnamens
Dem Namen der Ortschaft soll die polnische Bezeichnung głóg  für Hagedorn zugrunde liegen.

## Sehenswürdigkeiten

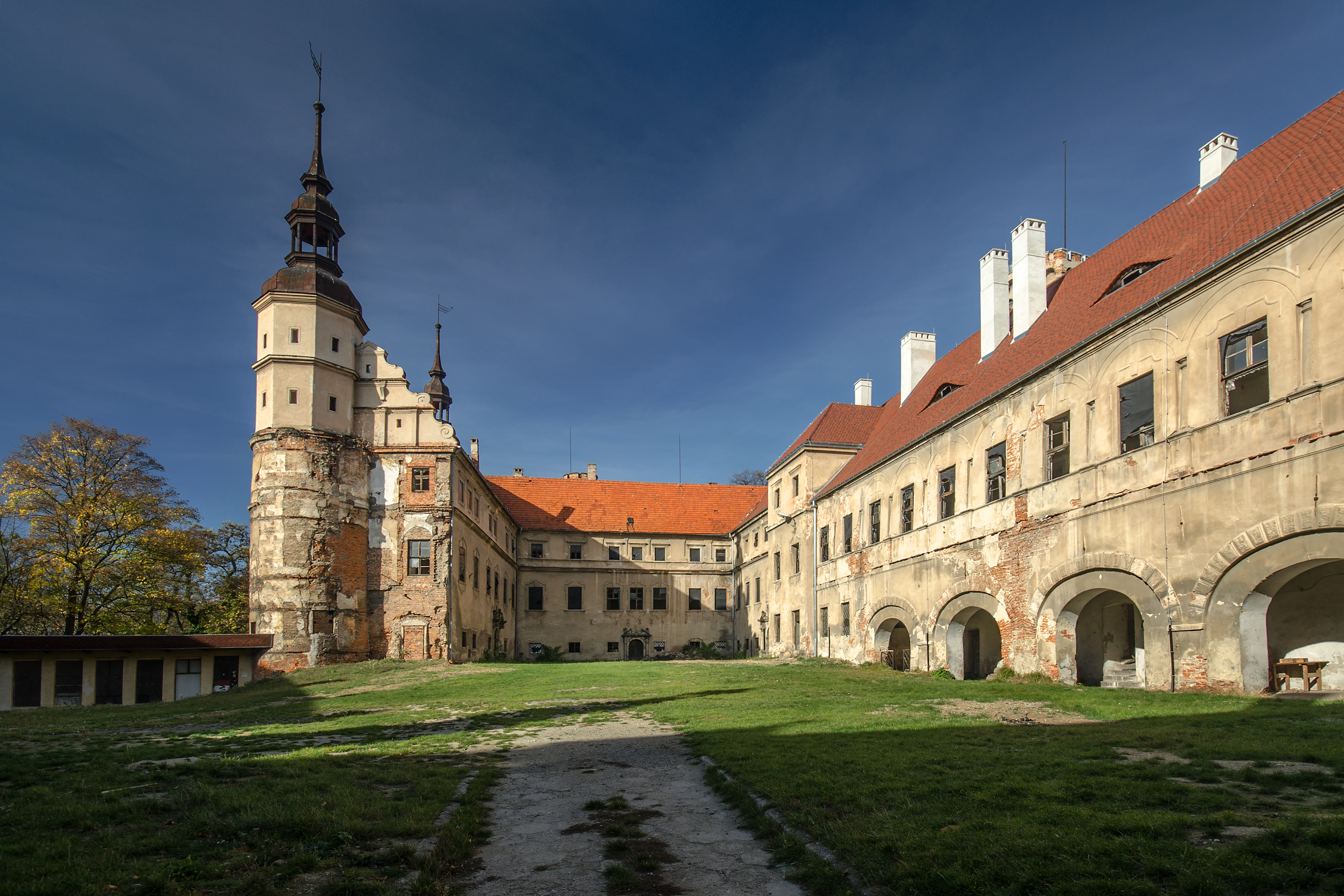
Schloss Oberglogau

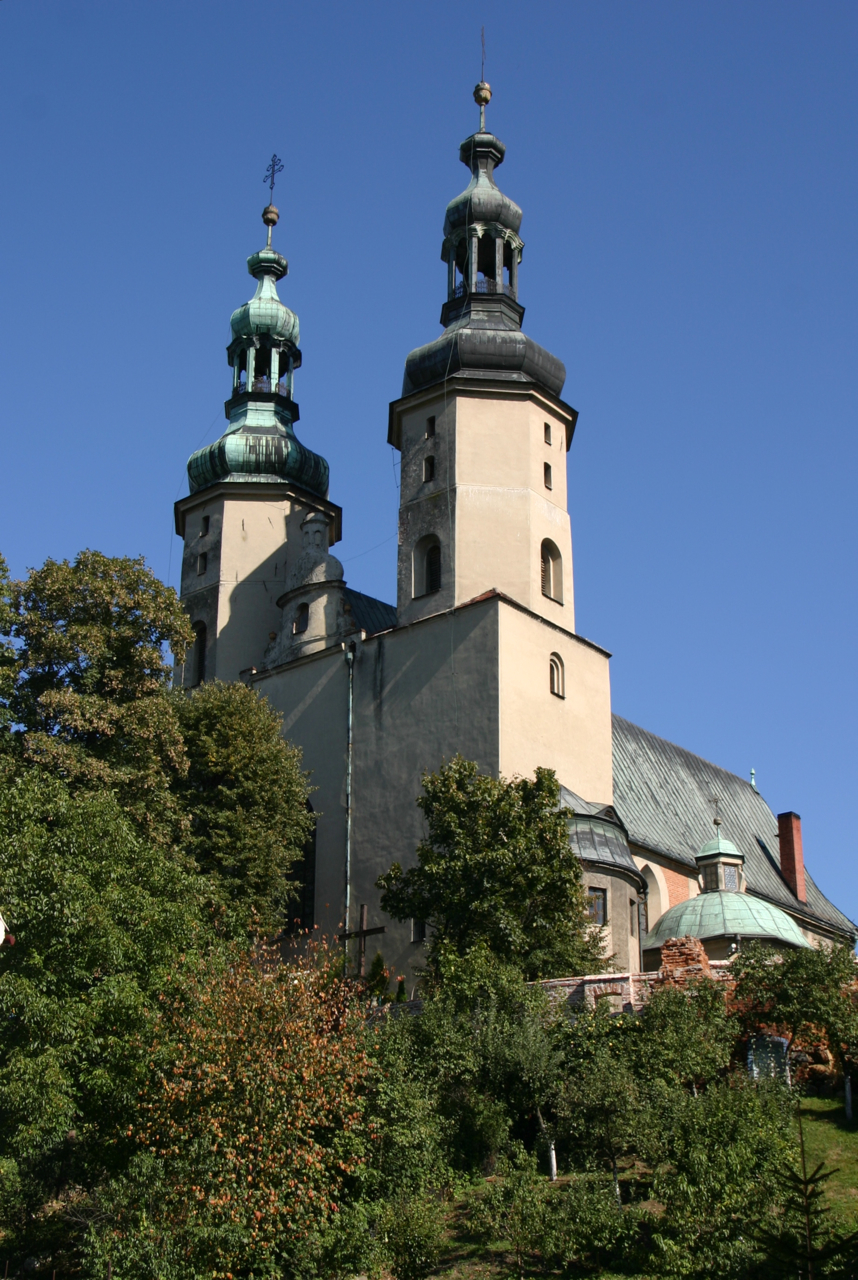
Bartholomäuskirche

- Das Schloss Oberglogau (Zamek Oppersdorffów) war von 1562 bis 1945 im Besitz der Freiherren, ab 1700 Reichsgrafen von Oppersdorff. Es wurde im 16./17. Jahrhundert auf den Grundmauern der Burg aus dem 13. Jahrhundert erbaut. Diese war Mitte des 16. Jahrhunderts abgerissen worden. Der heutige Baukomplex entstand in zwei Hauptbauphasen: Das sogenannte Oberschloss mit flankierenden Türmen wurde 1561–1571 unter Johann von Oppersdorff im Renaissancestil errichtet. 1606 wurde an der Ostseite mit dem Bau des Niederschlosses begonnen. 1645–1668 wurde die bis heute erhaltene Schlosskapelle errichtet, wohl unter Mitwirkung der Steinmetzen Jakob Schwabe und Salomon Steinhafer, und im Inneren um 1780 mit Fresken von Franz Anton Sebastini ausgemalt.[6] 2005 wurde das Gebäude an einen privaten Investor verkauft. Das Gebäude verfiel weiter und so wurde es 2013 nach einem Gerichtsbeschluss wieder an die Gemeinde übertragen. Heute beherbergt das Schloss das Regionalmuseum. Sehenswert sind ebenfalls das im Barockstil erbaute Schlosstor und der Schlosspark.

- Die  Pfarrkirche St. Bartholomäuskirche wurde im 14. Jahrhundert erstmals erwähnt. Die im Gotikstil erbaute Kirche war bis 1810 Kollegiatstift. Der Innenraum der Kirche wurde durch den aus Kojetín stammenden Barockmaler Franz Anton Sebastini gestaltet.[6]
- Die Franziskanerkirche (kościół pw. św. Franciszka) mitsamt der dazugehörenden Klosteranlage stammt aus dem 17. und 18. Jahrhundert.
- Die Mariensäule wurde 1617 an der nördlichen Seite des Rings aufgestellt. Auf ihrem Sockel befindet sich eine lateinische Inschrift: „Maria, Mutter der Gnade, Mutter der Barmherzigkeit, beschütze uns vor dem Feind und nimm uns in der Stunde des Todes an.“ 1937 wurde die Statue abgebaut und nach Breslau verschickt. Die Skulptur wurde 1968 gefunden, doch die kommunistischen Behörden stimmten der Aufstellung der Säule an ihrem angestammten Ort nicht zu. Erst 2003 kehrten Säule und restaurierte Figur auf den Marktplatz zurück.[14]
- Die Spitalerkirche St. Nikolaus wurde 1773 durch die Familie von Oppersdorff gestiftet. Sie wurde im barocken Stil erbaut. Das Gemälde des hl. Nikolaus schuf 1780 von Franz Anton Sebastini.[15][16]
- 1705 wurde die hölzerne Friedhofskirche zum Heiligen Kreuz (kościół cmentarny pw. Świętego Krzyża) erbaut.[14]
- die Kapelle Heiliges Grab liegt neben der Franziskanerkirche in der ul. Zamkowa; sie ist eine Nachbildung des Heiligen Grabes in Jerusalem und wurde 1634 unter Georg von Oppersdorff errichtet und nach einem Brand 1882 wiederhergestellt.[17]
- Die ehemalige Synagoge wurde 1864 nach Entwurf des Oberglogauer Architekten und Baumeisters Wilhelm Fraenkel erbaut. Während der Reichspogromnacht am 9. und 10. November 1938 zündeten Nationalsozialisten und ihre Parteigänger die Synagoge an; der Brand konnte schnell gelöscht werden. 1939 kaufte der Besitzer eines örtlichen Kinos das zerstörte Gebäude und baute es anschließend in vereinfachter Form wieder auf. Nach Kriegsende wurde das Synagogengebäude grundlegend saniert und gleichzeitig zur Nutzung als Lagerhaus umgebaut. Der Innenraum wurde durch Trennwände unterteilt, die Fensteröffnungen wurden teilweise ersetzt, die Zinnen wurden abgebaut und Anfang der 1950er Jahre wurde die halbrunde Apsis, die an die Ostwand angrenzte, abgerissen.
- der Jüdische Friedhof  in der ul. Olszynka wurde 1821 angelegt und hat eine Fläche von 0,4 ha. 65 Grabsteine sind erhalten geblieben, der älteste stammt aus dem Gründungsjahr und enthält die Überreste von Gitel Löwe. Die letzte Beerdigung fand 1936 statt. Während der Zeit der Kommunistenherrschaft wurde der Friedhof erheblich verwüstet.
- Der Wasserturm aus dem Jahr 1597 steht südlich des Stadtzentrums an der Młyńska-Straße.
- Wach- und Gefängnisturm aus dem Jahr 1595 an der ul. Słowackiego, neben dem Schloss und dem Schlosstor.
- Die Stadtmauern wurden im 14. und 15. Jahrhundert errichtet und in der zweiten Hälfte des 19. Jahrhunderts geschleift. Erhalten ist nur eins von ehemals drei Stadttoren, das an das Schloss anschließende Burgtor von etwa 1700.[18]
- Kretscham Gasthaus, ul. Pasternak 2, aus dem 17./18. Jahrhundert
- eine  Winzerei, ul. Pasternak/ul. Powstańców aus dem 16. Jahrhundert
- Wohnhäuser am Rynek (Markt) sowie in den Straßen ul. Głubczycka,  ul. Kościelna, ul. Mickiewicza und ul. Zamkowa.
- Lehmbergkirchel
- Weite Kapelle

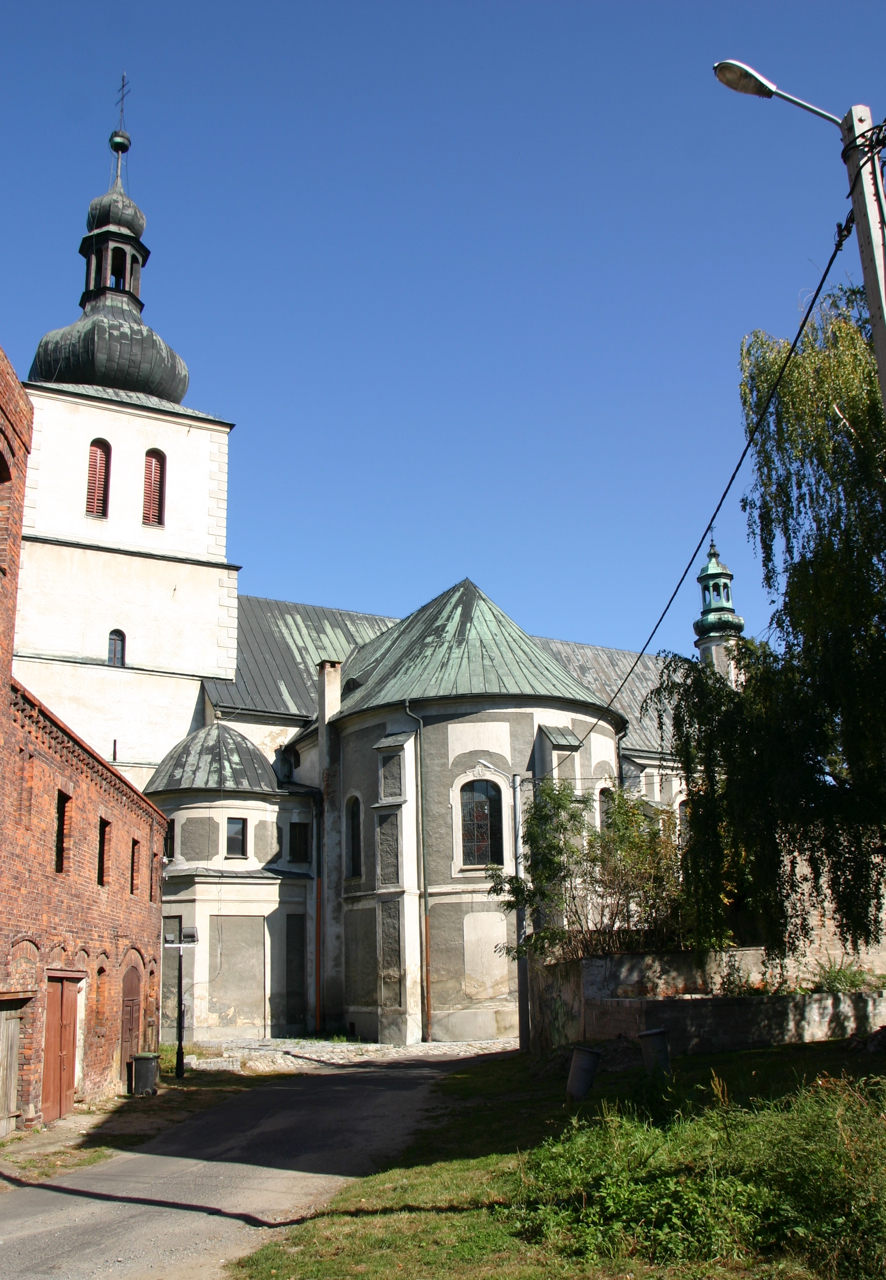
Franziskanerkirche
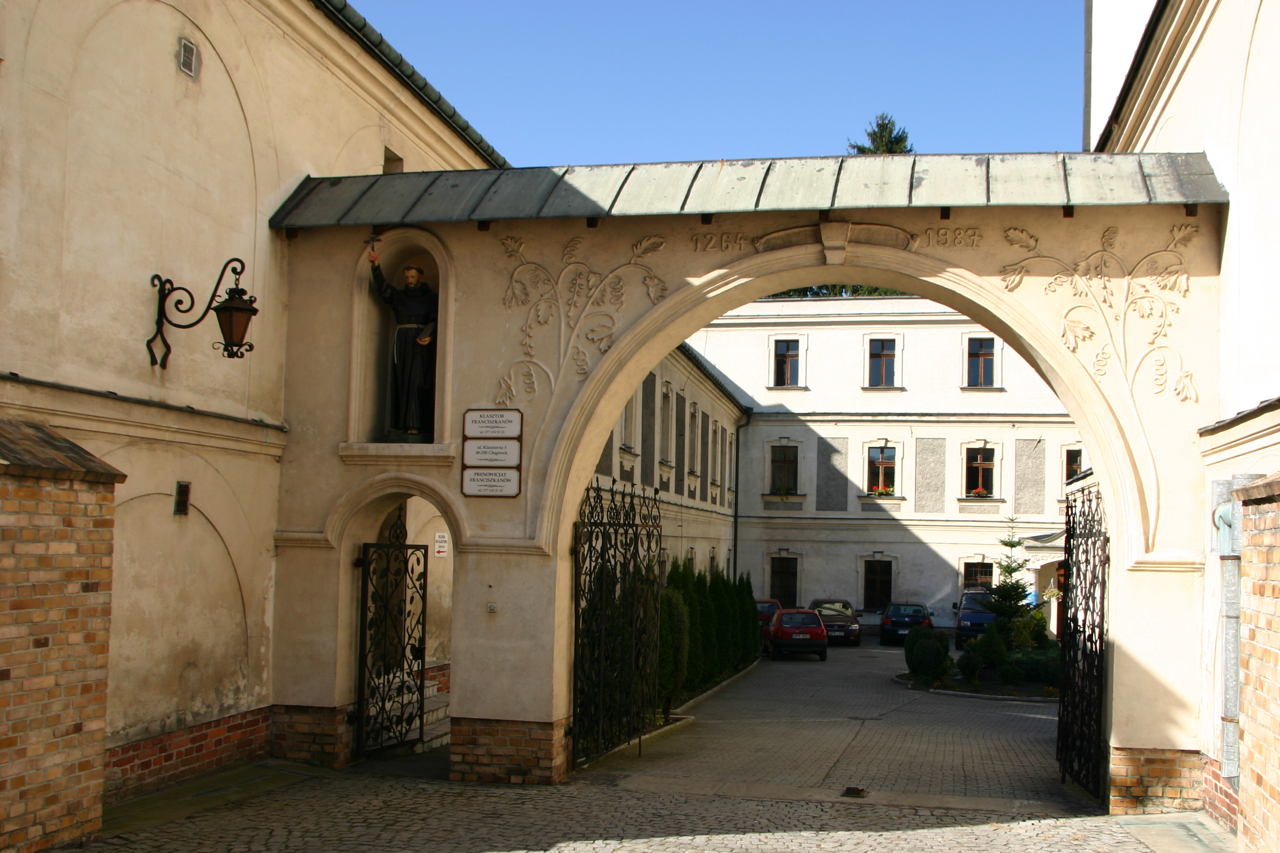
Franziskanerkloster
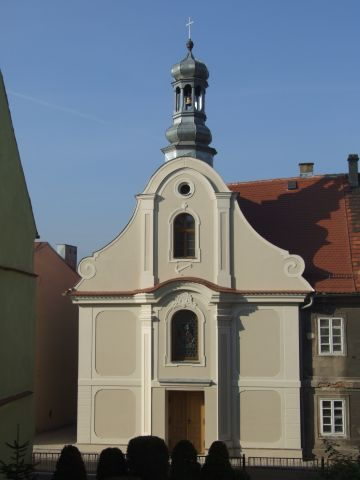
St. Nikolaikirche
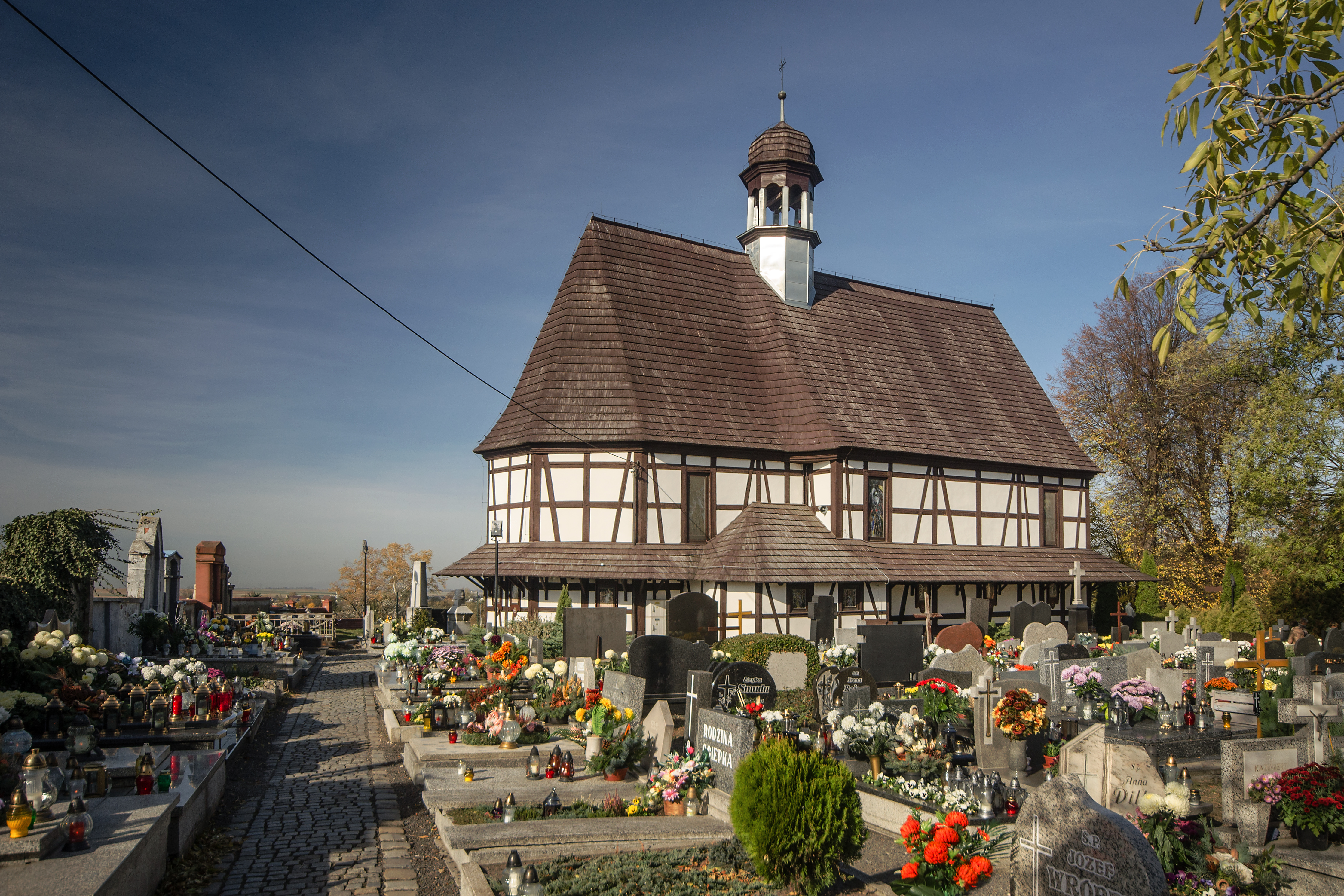
Friedhof mit der Friedhofskirche zum Heiligen Kreuz
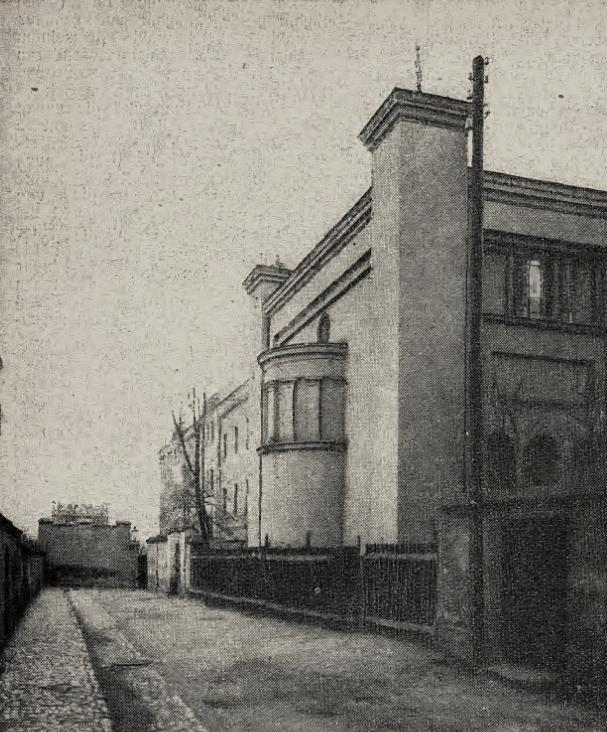
Die Synagoge 1930
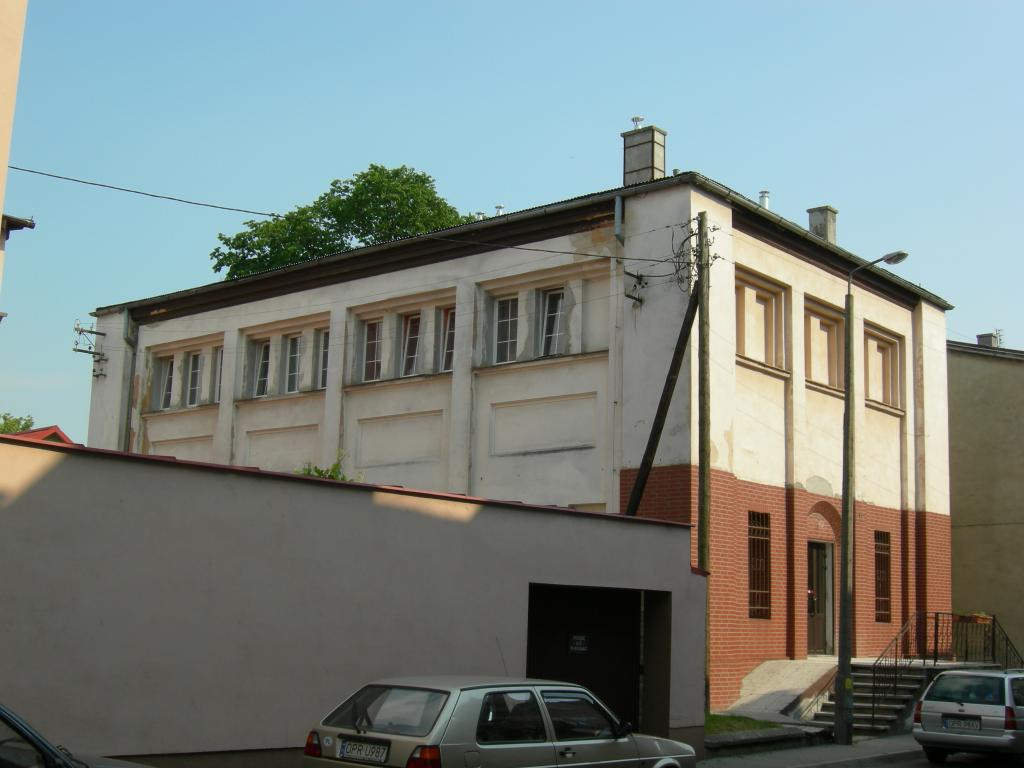
Ehemalige Synagoge

## Demographie
| Jahr | Einwohnerzahl | Anmerkungen |
| ---- | ------------- | --- |
| 1783 | 1685          | ohne die Garnison, ausschließlich Katholiken |
| 1816 | 1666          | ohne Schlossbezirk mit Dorf und zwei Wassermühlen (100 Einwohner) |
| 1825 | 2506          | davon 59 Evangelische, 96 Juden |
| 1840 | 3630          | davon 180 Evangelische, 3317 Katholiken, 133 Juden |
| 1855 | 3831          | [ 23 ] |
| 1861 | 4188          | davon 237 Evangelische, 3780 Katholiken, 171 Juden; |
| 1867 | 4498          | am 3. Dezember |
| 1871 | 4661          | mit der Garnison (eine Schwadron Husaren Nr. 6), darunter 250 Evangelische und 170 Juden (100 Polen); nach anderen Angaben 4660 Einwohner (am 1. Dezember), davon 239 Evangelische, 4262 Katholiken, ein sonstiger Christ, 158 Juden |
| 1900 | 5625          | meist Katholiken |
| 1910 | 7136          | am 1. Dezember, ohne Schloss und Gutsbezirk Oberglogau (188 Einwohner) |
| 1933 | 7356          | [ 27 ] |
| 1939 | 7594          | - |
| 1945 | 4532          | |
| 2000 | 6410          | |
| 2022 | 5568          | |

| Nationalitäten in Oberglogau |        |                   |
| Nationalität                 | Anzahl | Anteil in Prozent |
| Polnisch                     | 10.451 | 69,1              |
| Deutsch                      | 3.757  | 24,8              |
| Schlesisch                   | 219    | 1,4               |
| keine Angabe                 | 679    | 4,4               |

## Politik
Piotr Bujak wurde bei den Kommunalwahlen 2018 in das Amt des Bürgermeisters gewählt. Sitz der Behörden ist das Gemeindeamt am Marktplatz.

### Stadt- und Landgemeinde Oberglogau
Die Stadt ist Sitz einer Stadt-Land-Gemeinde. Die Stadt-und-Land-Gemeinde Oberglogau umfasst eine Fläche von 170 km². Die Einwohnerzahl beträgt 13.138 (Stand 31. Dezember 2020).

### Städtepartnerschaften
- Rietberg (Deutschland) seit 30. Mai 1998
- Osoblaha (Tschechien) seit 25. Juni 1998
- Vrbno pod Pradědem (Tschechien) seit 8. Juni 2002
- Ribérac (Frankreich) seit 25. Juni 2010
- Kelmenzi (Ukraine) seit Juli 2023

### Wappen
Das Wappen der Stadt zeigt auf rotem Schild abwechselnd drei goldene Weinreben mit drei silbernen Winzermessern mit goldenen Griffen.

## Sehenswürdigkeiten

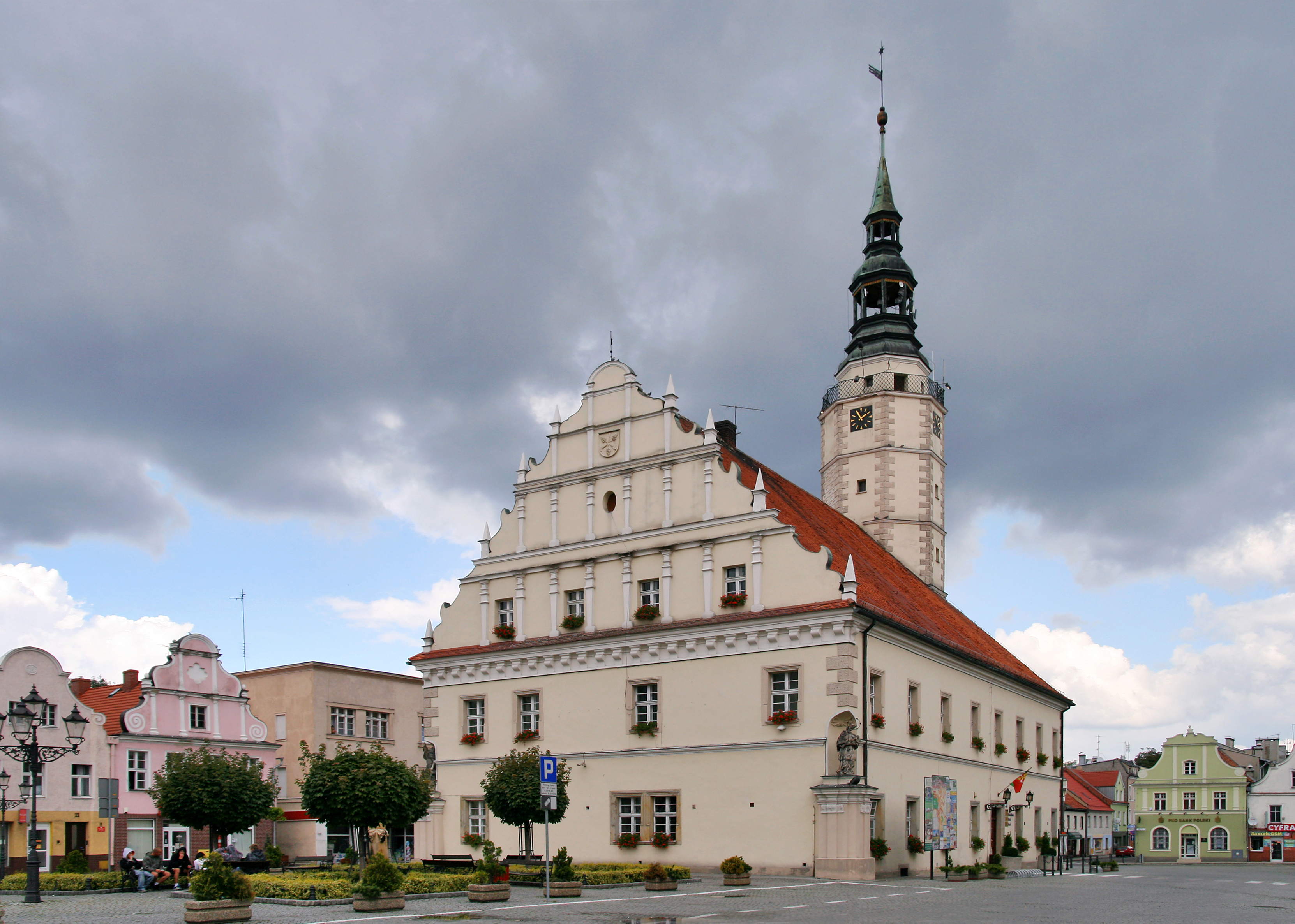
Rathaus in Oberglogau

- Das Rathaus wurde 1608 auf dem gleichen Standort eines bereits im Jahr 1359 erwähnten Rathauses erbaut. 1774 erhielt es seine noch heute zu sehenden Verzierungen an den Außenwänden. Der Rathausturm ist sechseckig. Dessen Turmhelm wurde im Zweiten Weltkrieg beschädigt, aber Mitte der 1950er Jahre wieder originalgetreu rekonstruiert. Die letzte Renovierung des Gebäudes erfolgte im Jahr 2002. An den südlichen Ecken befinden sich die Statuen der hll. Florian und Johann Nepomuk. An der nördlichen Fassade ist ein Flachrelief mit der Darstellung der Justitia und Saturn zu sehen. Beides stammt vom mährischen Bildhauer Johann Schubert. Im Rathaus befinden sich heute das Arbeitsamt, das Standesamt und das Stadtamt.[29]

## Verkehr
- Am Bahnhof Oberglogau halten Regionalzüge der Przewozy Regionalne von Kędzierzyn-Koźle nach Nysa oder auch nach Brzeg. Weiterhin fahren tagsüber stündlich Busse der PKS w Głubczycach Sp. z o.o. nach Opole, außerdem sind per Fernbus zu erreichen die Städte Prudnik, Krapkowice, Głuchołazy, Kędzierzyn-Koźle und Głubczyce.
- Durch den Ort führen die Landesstraße Droga krajowa 40 sowie die Woiwodschaftsstraße Droga wojewódzka 416.

## Bildung
Es gibt 2 Kindergärten, 3 Grundschulen, 2 Gymnasien, 3 allgemeinbildende weiterführende Schulen, 1 Berufsschule 2 technische Schulen und 1 Fachschule.

## Sport
Es gibt folgende Sportvereine: KS Fortuna Głogówek (Fußball) LKS Rolnik Biedrzychowice Głogówek (Fußball) UKS Akademia Piłki Nożnej Głogówek (Fußball) sowie SPS Głogówek (Volleyball).

## Persönlichkeiten

### Söhne und Töchter der Stadt
- Anton Ignaz Müntzer (1659–1714), römisch-katholischer Geistlicher, Weihbischof
- Giovanni Stanetti (1663–1726), Bildhauer
- Johann George Pfister (1697–nach 1752), Goldschmied
- Johann Sedlatzeck (1789–1866), Flötist
- Eduard von Oppersdorff (1800–1889), Reichstags- und Landtagsabgeordneter
- Gustav von Schlesinger (1834–1906), Journalist und Großgrundbesitzer, Akteur des österreichisch-ungarischen Ausgleichs 1867
- Carl Schneeweiß (1808–1887), Jesuitenprior, Mitglied des Preußischen Landtages
- Hugo Schwantzer (1829–1886), Organist, Komponist und Hochschullehrer
- Wilhelm Fraenkel (1844–1916), Architekt und Stadtbaumeister (Sacher-Hotel Wien)
- Karl Zuschneid (1856–1926), Musikwissenschaftler, 1907 bis 1917 Direktor der Hochschule für Musik in Mannheim

Hans Georg von Oppersdorff

- Hans Georg von Oppersdorff (1866–1948), deutscher Politiker
- Max Hanke (1875–1917),  deutscher Kartographiehistoriker und katholischer Geistlicher
- Albrecht Müller von Blumencron (1884–?), preußischer Verwaltungsjurist
- Gerhard Strecke (1890–1968), Musikpädagoge und Komponist
- Albert Willimsky (1890–1940), katholischer Geistlicher
- Rafał Urban (1893–1972), polnischer Schriftsteller
- Hildegard von der Gablentz (1901–1961), deutsche Politikerin (CDU)
- Vinzenz Rose (1908–1996), deutscher Sinto, Bürgerrechtler
- Walter Ofiera (1911–1995), deutscher Schauspieler und Synchronsprecher
- Joachim Georg Görlich (1931–2009), deutscher Musikpädagoge, Dirigent, Komponist und Journalist
- Peter Hutsch (1935–2005), deutscher Journalist und Schriftsteller
- Jox Reuss (* 1941), deutscher Maler und Bildhauer
- Siegfried Tann (* 1942), deutscher Kommunalpolitiker (CDU)
- Christian Olearius (* 1942), deutscher Bankier
- Lothar Kroll (* 1959), deutsch-polnischer Maschinenbauingenieur

### Persönlichkeiten, die vor Ort wirkten

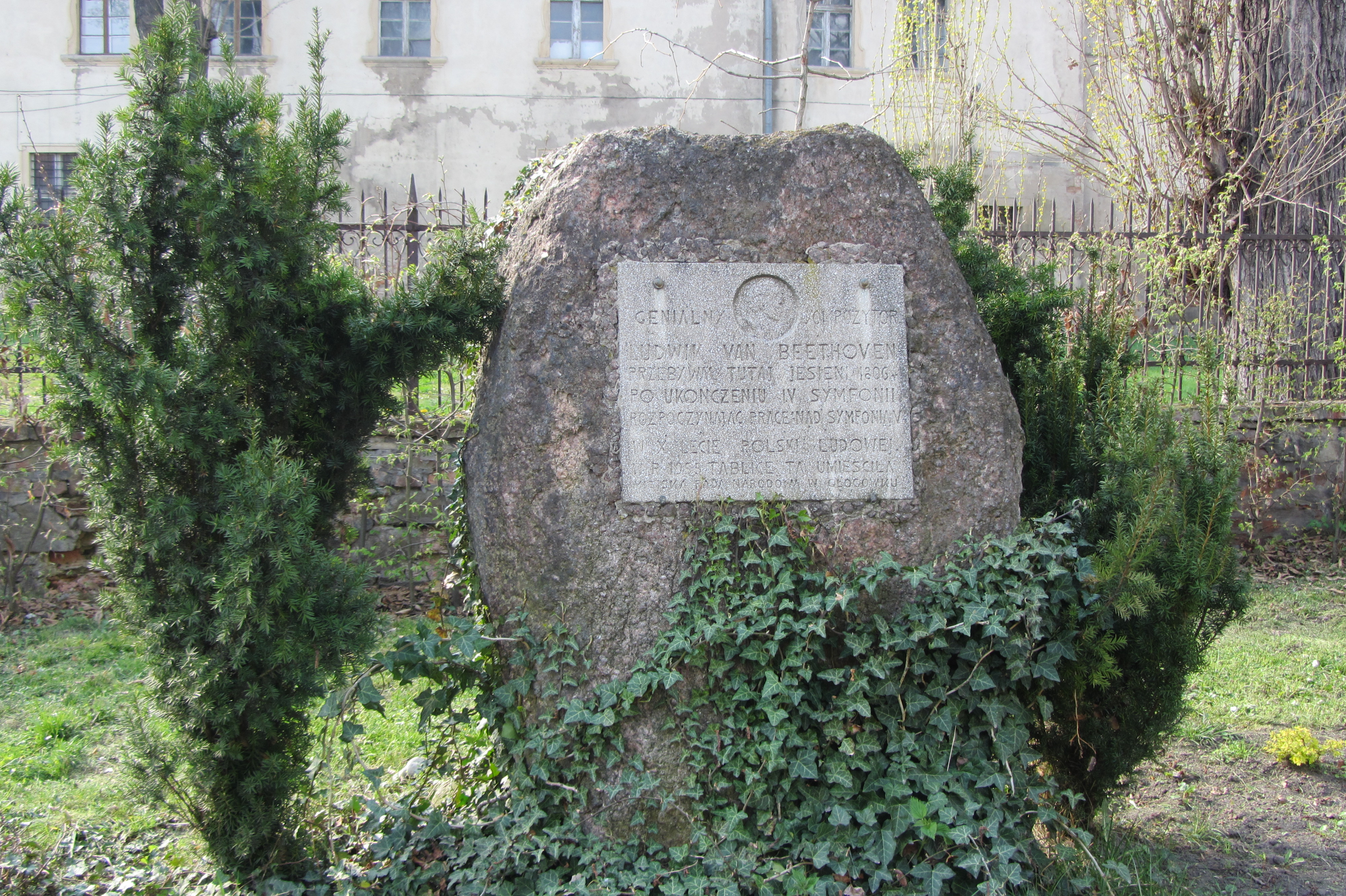
Denkmal für Ludwig van Beethoven in Oberglogau

- Nikolaus von Cosel (~ 1390–nach 1423), Theologe und Franziskaner-Minorit. 
Er gilt als der früheste deutsche Schriftsteller Oberschlesiens.
- Ludwig van Beethoven (1770–1827), deutscher Komponist. Er lebte 1806 im Schloss von Oberglogau und schenkte dem Grafen von Oppersdorff die IV. Symphonie in B-dur op. 60.
- Marc Marie Marquis de Bombelles (1774–1822), französischer Diplomat und Geistlicher, Dechant von Oberglogau
- Franz von Oppersdorff (1778–1818), schlesischer Adliger, Herr der Ortschaft Oberglogau
- Johann Alois Fietzek (1790–1862), oberschlesischer katholischer Pfarrer, besuchte das Lehrerseminar in Oberglogau
- Anton Frenzel (1790–1873), katholischer Theologe, Direktor Lehrerseminar in Oberglogau
- Oscar Theodor Baron (1847–1927), schlesischer Lepidopterologe, Entomologe und Ornithologe, verstarb in Oberglogau
- Max Kolbe (1859–1925), deutscher Lehrer und Politiker, Kreisschulinspektor und Stadtverordneter in Oberglogau
- Johannes Hansen (1863–1938), deutscher Agrarwissenschaftler, leitete die Majoratsherrschaft in Oberglogau
- Georg Koßmala (1896–1945), deutscher Offizier, verstarb bei Oberglogau
- Cäsar Klose (1813–1879), deutscher Jurist, Kreisrichter in Oberglogau
- Georg Kontny (1814–1873), deutscher Arzt, Arzt in Oberglogau
- Martin Matschke (1932–2017), deutscher Bildhauer, wuchs in Oberglogau auf

### Weitere Persönlichkeiten
- Der Großvater der US-amerikanischen Schauspielerin Uma Thurman, Friedrich Karl Johannes von Schlebrügge, wurde am 21. November 1886 in Oberglogau geboren und emigrierte in den 1930ern nach Schweden.
- Die Urgroßmutter von John Kerry, von 2013 bis 2017 der 68. Außenminister der USA, Mathilde Fränkel, wurde am 14. August 1845 in Oberglogau geboren.